# Закон о гражданстве индейцев
Закон о гражданстве индейцев (англ. Indian Citizenship Act), был принят Конгрессом США в 1924 году по предложению конгрессмена Гомера П. Снайдера, в связи с чем документ также известен как Закон Снайдера (англ. Snyder Act). Закон предоставлял полное право на гражданство США коренным народам США (индейцам). Хотя 14-я поправка к Конституции США гарантировала гражданство лицам, рождённым в США, это право давалось с оговоркой, что эти лица «подчинены её юрисдикции»; поскольку юрисдикция США не распространялась на некоторые племенные территории, соответственно члены данных племён не имели права на гражданство. Закон подписал президент Дж. Калвин Кулидж 2 июня 1924 года.
История предоставления индейцам гражданства США неразрывно связана с историей договоров, которые подписывались между отдельными индейскими племенами и федеральным правительством. Время от времени отдельные индейские племена получали гражданство, однако в обмен они нередко вынуждены были «уступать» свои земли. Наиболее ранним засвидетельствованным письменно случаем является признание гражданами США согласно Договору Дэнсинг-Рэббит-Крик 1831 г. миссисипских чокто — первых индейцев, получивших гражданство США.
К началу 1920-х годов, то есть спустя 30 лет после окончания индейских войн, около двух третей индейцев США получили американское гражданство через браки, военную службу, закон Доуза (allotments, на основании которого часть индейских земель, оставаясь в собственности индейцев, перешла под федеральную юрисдикцию), в силу других договоров или специальных законов. Тем не менее около трети всё ещё оставались негражданами и не имели законных оснований для натурализации.
Успех закона отчасти был вызван тем, что он был принят вскоре после Первой мировой войны, в которой индейцы и чернокожие служили в воинских подразделениях наряду с другими американцами и не выделялись в особые подразделения.